# Mihovil Pavlinović
Mihovil Pavlinović (ur. 28 stycznia 1831 w Podgorze, zm. 18 maja 1887 tamże) – chorwacki polityk, pisarz i duchowny.

## Życiorys
Jest uważany za jednego z najwybitniejszych przedstawicieli chorwackiego odrodzenia narodowego. 
Uczęszczał do seminariów duchownych w Zadarze i Makarskiej. W 1854 roku przyjął święcenia kapłańskie. Był proboszczem w Drašnicach. W latach 1855–1870 skupił się na aktywności politycznej, literackiej i publicystycznej. Był politykiem Narodnej stranki u Dalmaciji. Od 1861 roku był posłem do parlamentu Dalmacji. W 1862 roku był jednym z założycieli partyjnej gazety Narodni list. Publikował w niej artykuły mające na celu krzewienie chorwackiej świadomości narodowej. W 1865 roku został posłem do chorwackiego parlamentu, a 8 lat później do austro-węgierskiej Rady Państwa. Przyczynił się do ustanowienia w 1883 roku języka chorwackiego językiem urzędowym Dalmacji. Był zwolennikiem suwerenności Chorwacji i federalizacji Austro-Węgier. Prowadził również działalność edukacyjną. Współpracował z następującymi pozycjami prasowymi: Glasnik dalmatinski, Iskra, La Dalmazia cattolica, Narodni koledar, Pozor, Vienac, Zatočnik i Obzor.

## Wybrane publikacje
- Ognjišar (1864)
- Kotari i župnikovanje (1867)
- Pjesme i besjede (1860–1873)
- Razgovori (1876)
- Pučki spisi (1876)
- Narodna pjesmarica (1879)
- Puti (1867–1875, 1888)
- Različiti spisi (1875)
- Misao hrvatska i misao srbska u Dalmaciji od godine 1848. do godine 1882. (1882)
- Hrvatski razmišljaji (1884)